# Releaseformate (Warez)
Die Liste enthält die gängigen Varianten der Filmveröffentlichungen aus der Warez-Szene.
Die Bezeichnungen der Veröffentlichungen orientieren sich an einem festen Schema: Name.Jahr.Sprache.Bild.Ton.Format-Gruppe.

## Bildbezeichnungen
Die Tabelle sortiert die Formate anhand ihrer Qualität, beginnend bei der schlechtesten zur besten.
| Typ                      | Bezeichnung                                            | Auftreten   | Bemerkungen |
| ------------------------ | ------------------------------------------------------ | ----------- | --- |
| Kameraaufnahme           | CAM CAM-RiP                                            | sehr häufig | Das Bild wird dabei von einem Camcorder oder Smartphone von der Leinwand abgefilmt. Entsprechende Kopien werden sehr schnell nach der Veröffentlichung eines Filmes verbreitet. Die Qualität schwankt zwischen sehr schlecht bis gut, abhängig von der filmenden Person und der Qualität der eingesetzten Kamera. Zudem kann auch die Kamera während des Filmens bewegt werden oder es laufen Personen durch das Bild.                                                                                              |
| statische Kameraaufnahme | TS TELESYNC                                            | sehr häufig | Das Bild wird dabei von einer professionellen Kamera mit Stativ von einer Leinwand abgefilmt. Durch diese Technik ist das Bild meist gut, weist jedoch Überblendungen oder unzureichende Kontraste auf. |
| Arbeitsfassung           | WP WORKPRINT                                           | sehr selten | Dabei stammt das Bild aus einer unfertigen Fassung des Filmes. Üblicherweise fehlen noch Effekte und Overlays, teilweise laufen auch die Index Marker mit. Es können Wasserzeichen vorhanden sein und es ist möglich, dass der Film noch nicht geschnitten ist und damit anderes Bildmaterial aufweist. |
| Filmabtastung            | TC TELECiNE                                            | selten      | Das Bild wird mittels einer Transfermaschine / der Digitalisierung der analogen Filmrollen abgenommen. Die Qualität ist nahe einer DVD, typischerweise mit Jitter an den seitlichen Rändern und wesentlich schlechterer Farbwiedergabe. |
| VHS-Aufzeichnung         | VHS-RiP                                                | selten      | Als Quelle dient hier eine Videokassette. Meist in Zusammenhang mit einer fehlenden Neuveröffentlichung. Die Qualität kann je nach Zustand der Quelle variieren. |
| TV-Aufzeichnung          | TV-RiP HDTV-RiP SAT-RiP DVB-RiP DS-RiP                 | häufig      | Die Aufzeichnung erfolgt über ein ausgestrahltes Fernsehsignal. Dabei variiert die Bezeichnung je nach Übertragungsmedium. |
| Vorabexemplar            | SCR SCREENER DVDSCR DVDSCREENER BDSCR                  | häufig      | Das Bild stammt aus frühen DVD/BD-Veröffentlichungen die an Juroren von Filmfestivals, für Werbemaßnahmen oder anderen Vorstellungen verschickt wurden. Die Qualität ist variierend, so sind meist Wasserzeichen, z. B. „The film you are watching is a promotional copy. If you purchased this film at a retail store, please contact 1-800-NO-COPIES to report it.“ vorhanden. Teilweise sind auch einzelne Szenen schwarz-weiß. Je nach Quelle kann die Bezeichnung angepasst sein, etwa bei einem DVD-SCREENER. |
| DVD aus anderer Region   | R5                                                     | häufig      | Das Bild wird aus einer DVD-Veröffentlichung für die DVD-Region 5 entnommen. Die Bildqualität ist DVD nah, da in der Region R5 DVD meist als Single-Layer veröffentlicht werden. |
| VOD-Aufzeichnung         | WEB-RiP WEBRIP VOD-RiP                                 | sehr häufig | Das Bild wird mithilfe von Aufnahmegeräten bei einer digitalen Vorführung eines Video-on-Demand-Dienst oder Streaminganbieters aufgezeichnet. |
| VOD-Download             | WEBDL WEB-DL DDC                                       | häufig      | Das Bild wird hier im Gegensatz zum WEB-RiP nicht abgefilmt, sondern direkt aus legalen Quellen, wie Netflix, iTunes oder Amazon Video als Download abgegriffen. |
| DVD-Konvertierung        | DVD-RiP                                                | sehr häufig | Als Quelle dient hier eine Verkaufs/Retail-Version des Filmes. |
| DVD-Kopie                | DVD                                                    | sehr häufig | Dabei wird die komplette DVD in ein Abbild umgewandelt, bei dem lediglich der Kopierschutz entfernt wird. Teilweise werden die Inhalte neu kodiert, um auf DVD-Rohlinge zu passen. |
| BluRay-Konvertierung     | BD-RiP BR-RiP BluRay-RiP                               | sehr häufig | Das Bild wird wie bei einem DVD-RiP von einem Verkaufsmedium übernommen, jedoch in diesem Fall von einer BluRay. |
| BluRay-Kopien            | COMPLETE.BLURAY BD-Disk BluRay BD5/BD9 (aka BD25/BD50) | sehr häufig | Dabei wird die komplette BluRay in ein Abbild umgewandelt, bei dem lediglich der Kopierschutz entfernt wird. Teilweise werden die Inhalte neu kodiert um auf BR-Rohlinge zu passen. |

## Audiobezeichnungen
Neben der direkten Aufzeichnung der Audiospur parallel zum Video, ist es auch üblich, dass diese Tonspuren nachträglich gedubbt, also eingespielt, werden. Dies wird durch das Anhängen von DUBBED oder im Kürzel D gekennzeichnet. Aus MiC wird dann MD.
| Typ                  | Bezeichnung         | Auftreten   | Bemerkungen |
| -------------------- | ------------------- | ----------- | --- |
| Mikrofonaufzeichnung | MiC MiC.DUBBED MD   | sehr häufig | Der Ton wird durch ein eingebautes oder externes Mikrofon aufgezeichnet Der Hauptnachteil ist die schlechte Tonqualität da nicht nur der Filmton, sondern auch die Geräusche im Kino aufgenommen werden. |
| Stereosignalabnahme  | LiNE LiNE.DUBBED LD | sehr häufig | Der Ton wird durch ein bei der Quelle eingeschleiften Stereokontakt aufgezeichnet. Es gibt Variationen so wird, wenn nur ein Kanal abgegriffen wurde dies als MONO oder MONO.LiNE bezeichnet.            |
| Raumklangabnahme     | 5.1 DTS AC3 AAC     | sehr häufig | Raumklangabtastungen werden zumeist je nach Format gekennzeichnet. Teilweise werden diese Fassungen auch aus der LiNE und anderssprachigen Quellen erstellt.                                             |

## VOD Abkürzungen
| Abkürzung | Netzwerk                                                   |
| --------- | ---------------------------------------------------------- |
| ABC       | American Broadcasting Company                              |
| ATVP      | Apple TV +                                                 |
| AMZN      | Amazon Studios                                             |
| BBC       | British Broadcasting Corporation                           |
| BOOM      | Boomerang                                                  |
| CBC       | Canadian Broadcasting Corporation / CBC Gem                |
| CBS       | CBS Corporation                                            |
| CC        | Comedy Central                                             |
| CR        | Crunchyroll                                                |
| CRAV      | Crave                                                      |
| CRITERION | The Criterion Collection                                   |
| CW        | The CW                                                     |
| DCU       | DC Universe                                                |
| DSNP      | Disney Plus                                                |
| DSNY      | Disney Networks (Disney Channel, Disney XD, Disney Junior) |
| FBWatch   | Facebook Watch                                             |
| FREE      | Freeform                                                   |
| FOX       | Fox Broadcasting Company                                   |
| HMAX      | HBO Max                                                    |
| HULU      | Hulu Networks                                              |
| HTSR      | Hotstar                                                    |
| iP        | BBC iPlayer                                                |
| iT        | iTunes                                                     |
| LIFE      | Lifetime                                                   |
| MTV       | MTV Networks                                               |
| MUBI      | Mubi                                                       |
| NBC       | National Broadcasting Company                              |
| NICK      | Nickelodeon                                                |
| NF        | Netflix                                                    |
| OAR       | Original Aspect Ratio                                      |
| PCOK      | Peacock                                                    |
| PMTP      | Paramount+                                                 |
| RED       | YouTube Premium (formerly YouTube Red)                     |
| TVNZ      | TVNZ                                                       |
| STAN      | Stan                                                       |
| STZ       | STARZ                                                      |